# Elmsfeuer (Band)

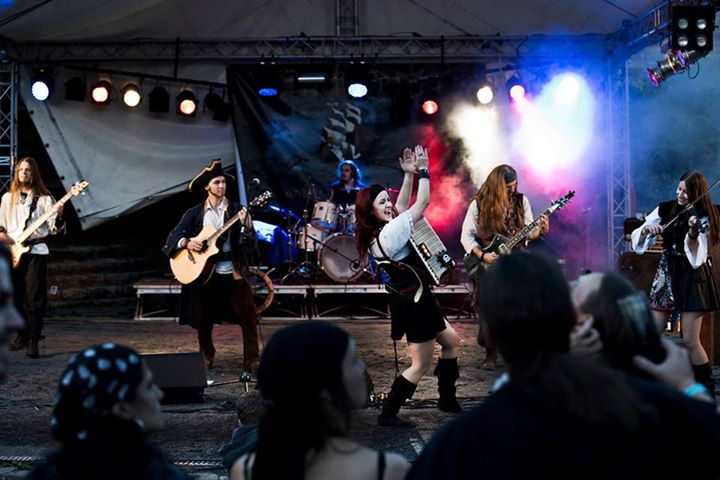
Elmsfeuer auf dem Hayner Burgfest 2013

Elmsfeuer ist eine deutsche Band aus Offenbach am Main, die dem Mittelalter-Rock zuzuordnen ist.

## Geschichte
Elmsfeuer wurde im Jahre 2009 von André Abram alias Dargon gegründet. Dezember 2011 hatten Elmsfeuer ihr Bühnendebüt als Vorband von Nachtgeschrei.
Im Juli 2012 veröffentlichten Elmsfeuer das 4-Track Promo-Album „1712“. Ebenso gewannen Elmsfeuer 2012 den Rock-Award des Festival-Mediaval. Es folgten 2012 Auftritte auf vielen Veranstaltungen, darunter das Mittelalterlich Phantasie Spectaculum, die Role Play Convention in Köln, das (Festival Mediaval) in Selb und das Bardentreffen in Horn-Bad Meinberg.
2013 hatten die Band einen ein Auftritt beim Hörnerfest Open Air in Brande-Hörnerkirchen. Am 31. Mai 2013 veröffentlichten Elmsfeuer ihr Debütalbum „Schatzsuche“ auf dem Label Totentanz/Al!ve.
Im August 2014 spielten sie zudem auf dem Wacken Open Air. Im Herbst 2014 verließen Anni Oakley und Doc Holsch die Band. Mit dem Bassisten Djast vom Mast und der Akkordeonistin Jessi Canero war die Band seit November 2014 wieder vollständig.
Am 31. Januar 2015 nahm die Band bei einem Konzert in Hamburg Abschied von Anni Oakley, am Bass hatte Djast vom Mast bei dieser Gelegenheit seinen Einstand. Am 24. April 2015 fand der erste gemeinsame Auftritt in der neuen Besetzung mit Jessi Canero am Akkordeon beim Festival "Clash of the Clans" in Heilbronn statt. In der Ausgabe 4/2015 berichtete das Magazin „Zillo Medieval“ über den Musikerwechsel bei Elmsfeuer und die Pläne für ein zweites Album. Im Oktober verließ Jessi Canero die Band.
2016 spielte die Band auf dem Hexentanz Festival in Losheim und auf dem Schlossgrabenfest in Darmstadt. Am 10. März 2016 fand der erste gemeinsame Auftritt mit Elena am Keyboard im „Nachtleben Frankfurt/Main“ statt, die die Band noch im selben Jahr wieder verließ. Im Dezember 2016 stießen Sebastian Saitensegler und Ann Wigbold zur Band, die am 18. Februar 2017 bei einem Konzert in Dülmen ihren Einstand feierten.

## Stil
Die Band bezeichnet ihren Stil als „Piratenrock“. Statt des im Mittelalter-Rocks häufig verwendeten Dudelsacks spielen hier Geige und Akkordeon eine wichtige Rolle; weitere Instrumente sind Gitarre, Bass und Schlagzeug. Die Band schreibt all ihre Songs selbst, die Texte handeln von Piraten-Themen wie Kaperfahrten und Landgängen.

## Diskografie

### Alben
- 2013: Schatzsuche  (Totentanz / Al!ve)

### Demo & Promoaufnahmen
- 2012: Promo 1712

### Sampler
- September 2013: Mittelalter Party Vol. 5
- Juni 2013: Zillo Medieval Mittelalter und Musik CD 6–13
- Juni 2013: Pirates – The swashbuckling Sound of Pirates
- März 2013: „20 Jahre MPS“ Best of MPS
- März 2013: Sonic Seducer # 3/13
- Februar 2013: Mummenschanz # 2/13
- August 2012: Zillo Medieval # 8/12
- April 2012: „Verbündet“
- August 2011: Zillo Medieval 4#11

Quelle: